# ستارچوو (پتروواتس)
ستارچوو (به صربی: Starčevo) یک منطقهٔ مسکونی در صربستان است که در پتروواتس نا ملاوی واقع شده‌است.